# 아인슈타인 고리

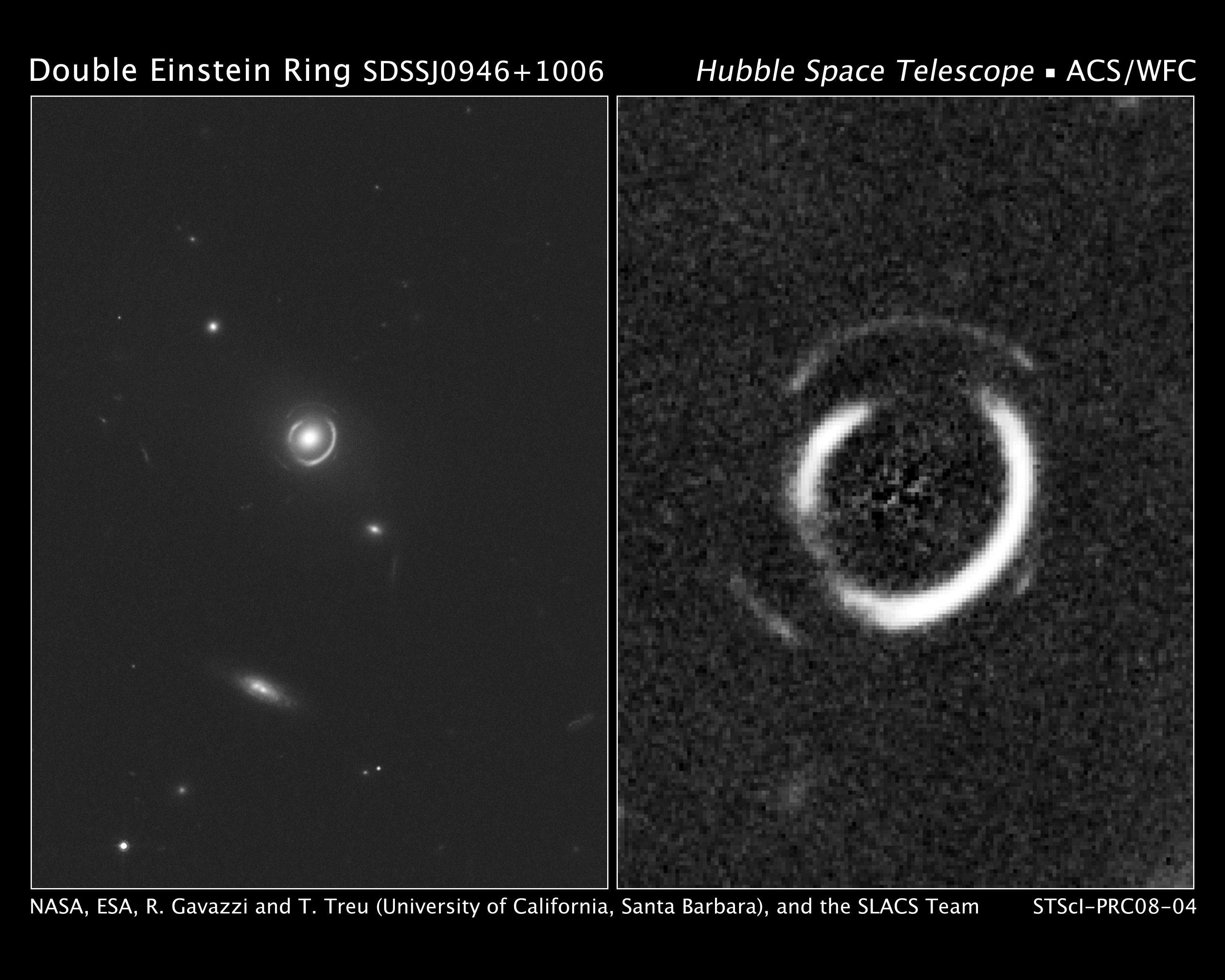
허블 우주 망원경에 포착된 이중 아인슈타인 링의 모습.

아인슈타인 링(영어: Einstein Ring)은 은하들이 일직선으로 되어 있을 때 보이는 고리 모양의 상을 말한다. 이 고리는 헤일로이며, 2007년 허블 우주 망원경이 은하 SDSS J0946+1006을 관측 중에 이중 아인슈타인 링을 포착하였다.
이 현상은 은하가 일직선이 되었을 때 뒤편에 존재하는 은하의 빛이 퍼져나가는 중 앞쪽의 은하의 중력에 의해 휘어서 고리모양처럼 보이게 되는 것이다.
1924년 오레스트 흐볼손이 처음 언급했다.

## 같이 보기
- 아인슈타인 십자가
- 아인슈타인 반경